# Cesena Football Club (femminile)
Il Cesena Football Club Femminile, meglio nota come Cesena o Cesena Femminile, è una società calcistica italiana con sede nella città di Cesena. Milita in Serie B, la seconda divisione del Campionato italiano femminile di calcio.

## Storia

### Fondazione
Nel 1984 viene fondata l'Associazione Sportiva Dilettantistica Castelvecchio con lo scopo di promuovere e sviluppare il calcio femminile nel territorio del comune cesenate di Savignano sul Rubicone. Fra i fondatori e le fondatrici della società c'è la Team Manager (ed ex calciatrice) Emanuela Vincenzi.

### Collaborazione con l'AC Cesena
La società si trova a collaborare in ambito giovanile con l'AC Cesena per sostenere la diffusione locale e nazionale del calcio femminile.

### Sinergia con il Cesena FC
Nell'agosto del 2018 poi il Cesena FC ufficializza la partnership con l’Associazione Sportiva Dilettantistica Castelvecchio. In virtù di questo accordo il Castelvecchio entra così a far parte ufficialmente dell’universo bianconero e dalla stagione 2018/19 inizia a prendere parte ai vari campionati di categoria organizzati dal Dipartimento Calcio Femminile della Lega Nazionale Dilettanti con il nome Cesena FC.
Oltre alla prima squadra, che parteciperà al campionato di serie B, la sezione femminile prevedeva altre otto formazioni, dalla Primavera alla classe 2013, per un totale di quasi 180 allieve. 
A coordinarne la gestione sportiva è Elvio Sanna, già responsabile tecnico nell’AC Cesena..

## Colori e simboli

### Colori
I colori sociali erano in principio il giallo ed il verde, ma a partire dalla collaborazione con il Cesena la squadra ha assunto il tradizionale bianconero della squadra maschile.

### Simboli ufficiali

#### Stemma
Il simbolo del Cesena è uno scudo con strisce bianche e nere e un cavalluccio marino al centro.

## Strutture

### Stadio
Il Cesena gioca le partite casalinghe presso il Centro Sportivo Martorano, nell'omonimo quartiere cesenate.

### Settore giovanile
Il settore giovanile si allena e gioca nell'ex stadio comunale di Savignano sul Rubicone in Via Galvani, nei pressi della stazione ferroviaria.

## Società

### Organigramma societario
- Massimo Magnani - Presidente
- Elvio Sanna - Direttore Sportivo
- Gianni Angeli - Segretario generale
- Manuela Vincenzi - Team Manager
- Zena Foschini - Addetta alla comunicazione
- Giorgia Foschi - Addetto Stampa

### Sponsor
- 2018-2022 Mizuno
- 2022-2023 Kappa
- 2023- Erreà

- 2020-2023 Tradeco
- 2023- CDO Green Energy[8]

### Settore giovanile
Negli anni il vivaio della squadra romagnola si è affermato come uno dei più floridi di tutta la regione ed è molto considerato anche a livello nazionale, con diverse calciatrici convocate nelle nazionali giovanili o passate a società di Serie A (calcio femminile).

## Allenatori e presidenti
| Allenatori - 2018-2019 Elvio Gozi (1ª-10ª) Roberto Rossi (11ª-22ª) - 2019-2021 Roberto Rossi - 2021-2022 Roberto Rossi (1ª-12ª) Michele Ardito (13ª-14ª) Roberto Rossi (15ª-22ª) Michele Ardito (23ª-26ª) - 2022-2023 Michele Ardito - 2023-2025 Alain Conte - 2025- Roberto Rossi | Presidenti - 1991- Massimo Magnani |

## Statistiche e record

### Partecipazione ai campionati
| Livello | Categoria | Partecipazioni | Debutto   | Ultima stagione | Totale |
| ------- | --------- | -------------- | --------- | --------------- | ------ |
| 2º      | Serie A2  | 2              | 2011-2012 | 2012-2013       | 13     |
| 2º      | Serie B   | 12             | 2013-2014 | 2024-2025       | 13     |
| 3º      | Serie B   | 7              | 2004-2005 | 2010-2011       | 7      |
| 4º      | Serie C   | 1              | 2003-2004 | 2003-2004       | 1      |

### Partecipazione alle coppe
| Competizione | Partecipazioni | Debutto   | Ultima stagione | Totale |
| ------------ | -------------- | --------- | --------------- | ------ |
| Coppa Italia | 16             | 2009-2010 | 2024-2025       | 16     |

## Organico

### Rosa 2023-2024
| N. |                   | Ruolo | Calciatrice              |
| -- | ----------------- | ----- | ------------------------ |
| 1  | Italia (bandiera) | P     | Lisa Jasmine Marchetti   |
| 2  | Italia (bandiera) | D     | Laura Monti              |
| 3  | Italia (bandiera) | A     | Maria Vittoria Nano      |
| 4  | Italia (bandiera) | C     | Giulia Risina            |
| 6  | Italia (bandiera) | D     | Federica D'Auria         |
| 7  | Italia (bandiera) | D     | Elena Casadei (capitano) |
| 8  | Italia (bandiera) | C     | Asia Belloli             |
| 9  | Italia (bandiera) | A     | Gaia Lonati              |
| 10 | Italia (bandiera) | A     | Sara Tamborini           |
| 11 | Italia (bandiera) | A     | Eleonora Galli           |
| 12 | Italia (bandiera) | P     | Serena Bardi             |
| 14 | Italia (bandiera) | D     | Alessandra Amaduzzi      |
| 15 | Italia (bandiera) | D     | Chiara Groff             |

| N. |                        | Ruolo | Calciatrice                      |
| -- | ---------------------- | ----- | -------------------------------- |
| 18 | Italia (bandiera)      | A     | Anastasia Conti                  |
| 19 | Tunisia (bandiera)     | C     | Chirine Lamti                    |
| 20 | Italia (bandiera)      | A     | Gaia Milan                       |
| 21 | Italia (bandiera)      | C     | Anna Catelli                     |
| 22 | Italia (bandiera)      | D     | Paola Cuciniello (vice capitano) |
| 23 | Italia (bandiera)      | D     | Nicole Costa                     |
| 24 | Italia (bandiera)      | C     | Francesca Colonna                |
| 27 | Italia (bandiera)      | A     | Martina Sechi                    |
| 33 | Paesi Bassi (bandiera) | A     | Sofieke Jansen                   |
| 40 | Italia (bandiera)      | P     | Adelaide Serafino                |
| 45 | Italia (bandiera)      | A     | Beatrice Calegari                |
| 66 | Italia (bandiera)      | C     | Alessia Bernabei                 |

### Staff tecnico
- Alain Conte - Allenatore
- Alessandro Milzoni  - Allenatore in seconda
- Giovanni Cortesi - Preparatore dei portieri
- Michele Medri - Preparatore atletico
- Roberto Valtancoli - Collaboratore tecnico Match Analyst
- Paolo Tani - Collaboratore tecnico
- Francesco Danza - Nutrizionista
- Caterina Mugnai - Responsabile Area medica fisioterapica
- Roberto Belli - Osteopata
- Gianni Porcaro - Medico sociale